# Ivan Kružliak
Ivan Kružliak (nascut el 24 de març de 1984 a Bratislava) és un àrbitre de futbol eslovac. Arbitra principalment partits de la lliga eslovaca i competicions de la UEFA - Lliga de Campions, Lliga Europa i Lliga Conferència, així com eliminatòries per a la Copa del Món a Europa. També va arbitrar a l'eliminatòria del Mundial 2014 a Wembley entre Anglaterra i Moldàvia. El partit va ser una victòria de 4-0 per als locals.
El maig de 2024, va ser nomenat per la UEFA com a quart oficial de la final de la UEFA Europa League entre l'Atalanta i el Bayer Leverkusen.